# Moapa Valley

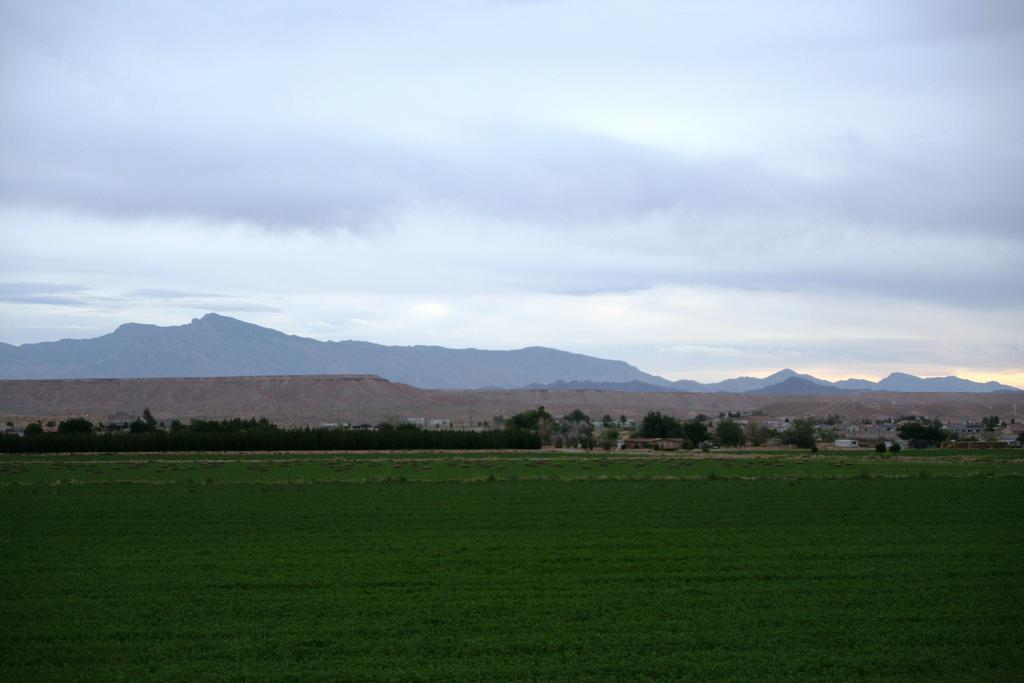
Vy av Moapa Valley österut mot Mormon Mesa

Moapa Valley är en ort i Clark County i Nevada i USA med 6.924 invånare år 2010.
Orten Moapa Valley ligger i dalen Moapa Valley, vilken genomflytes av Muddy River, som kommer från Warm Springs Natural Area och mynnar ut i Lake Mead. I dalen finns samhällena Moapa Town, Logandale och Overton. Logandale ligger 19 kilometer sydost om Moapa Town och Overton ligger omkring åtta kilometer sydost om  Logandale. Innan tillkomsten av Lake Mead, fanns också orten St. Thomas, som övergavs 1938. 
Moapa har namn efter "hett vatten" på pauitespråket, efter de varma källor som ligger uppströms.
Moapa Valley ligger 407 meter över havsnivån. 
År 1981 slogs Overton och Logandale samman till Moapa Valley.